# Helmut Ahrens

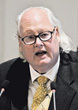

Helmut Ahrens (* 26. September 1950) ist ein deutscher Biograf und Journalist.

## Leben
Helmut Ahrens wurde als Sohn einer Schauspielerin und eines Journalisten in Mainz geboren und wuchs im rheinhessischen Alzey auf. An der Johannes-Gutenberg-Universität Mainz und der Johann-Wolfgang-Goethe-Universität Frankfurt am Main studierte er Literatur und Geschichte und nahm zeitgleich 1969 ein Volontariat im Verbands- und Fachzeitschriftenverlag (Mainz) auf, dessen Magazine der Journalist als Chefredakteur 1972 übernahm.
1974 wurde Ahrens Mitglied in der Redaktion des Börsenblatts für den Deutschen Buchhandel, war dort Mitentwickler der täglichen Messezeitung während der Tage der Internationalen Frankfurter Buchmesse, begleitete das erste Themenjahr der Buchmesse (Lateinamerika) und schrieb Verlag-Porträts. Mitte der 1970er Jahre wurde er in die St Edmund Hall (University of Oxford) geladen, anschließend nahm er seine Arbeit beim Börsenblatt wieder auf. Seit den 1990er Jahren wirkt er als beratender Journalist. Viele Jahre war er als freier Mitarbeiter Referent für Presse- und Öffentlichkeitsarbeit der Zahnärztekammer Rheinland-Pfalz.
Ahrens schrieb Drehbücher für Dokumentationen des Zweiten Deutschen Fernsehens und ist Autor von Erzählungen.
Helmut Ahrens ist verheiratet und hat zwei erwachsene Söhne.

## Hildegard-von-Bingen-Preis für Publizistik
Helmut Ahrens leitet das Kuratorium des Hildegard-von-Bingen-Preises für Publizistik, eine von ihm initiierte Auszeichnung. 

## Werke (Auswahl)
- „Bis zum Lorbeer versteig ich mich nicht“. Johann Nestroy, sein Leben. Societäts-Verlag, Frankfurt/M. 1982, ISBN 3-7973-0389-0.
- Ludwig Thoma. Sein Leben, sein Werk, seine Zeit. Ludwig-Verlag, Pfaffenhofen/Ilm 1983, ISBN 3-7787-3220-X.
- Das Leben des Romanautors, Dichters und Journalisten Theodor Fontane. Droste-Verlag, Düsseldorf 1985, ISBN 3-7700-0687-9.
- Die afrikanischen Jahre der Tania Blixen. Eine biographische Skizze. Droste-Verlag, Düsseldorf 1987, ISBN 3-7700-0740-9.
- Reagans Amerika. Vorwärts nach gestern. Molden, Augsburg 1982, ISBN 3-922865-02-X.
- London. Pracht, Macht und Alltag. Westermann-Verlag, Braunschweig 1987, ISBN 3-07-508893-5.
- Alltag im Zentrum der Macht. Washington. Westermann-Verlag, Braunschweig 1987, ISBN 3-07-508898-6.